# Pierre Amado
Pierre Amado, né le 25 novembre 1919 à Paris et mort le 22 mars 2014 à Sainte-Maxime, est un chercheur indologue qui a contribué à faire connaître l'Inde aux Français grâce à ses recherches réalisées au cours de la seconde moitié du XXe siècle.
De 1970 à 1986, il occupe la chaire d'Histoire de la civilisation de la vallée du Gange à l’École pratique des hautes études. Il dirige le programme Applications solaires dans les villages de l’Inde et du Népal (Asvin) de 1978 à 1984, puis de manière bénévole, à partir de sa retraite, dès 1984.
Il est également l'un des membres fondateurs et le président de la délégation en Inde de l'association Aide et Action de 1997 à 1999, la première association française à avoir mis en place un parrainage avec des enfants étrangers.

## Biographie

### Famille
Pierre Amado naît à Paris le 25 novembre 1919 du mariage d'Albert Amado,  médecin et de Margot Naquet. Le sculpteur Jean Amado est un cousin.
Les actes d'état civil et le fichier Insee des actes de décès en France depuis 1970 permettent d'établir la filiation :
- Behor David Amado (1858-1916) épouse à Izmir (Turquie) en 1874 Caden Alazraki
  - Albert Abraham Amado (1880-1951) épouse en 1913 Sarah Aimée Marguerite Margot Naquet (1893-1984)
    - Georges Gustave Behor David Amado (1917-1988)[3], spécialiste de la psychiatrie infantile. Il épouse Laure Gabrielle Jupinet (1922-2008)[4].
    - Pierre Benjamin Amado (1919-2014) épouse en 1957 à Calcutta, Micheline Larue
    - Nelly Lilly Amado épouse Bernard Meyer

  - Jacob Amado (1877-1942) épouse en 1918 à Aix-en-Provence Germaine Bédarrides (1890-1977)
    - Jean Amado (1922-1995), sculpteur.

Pierre Amado meurt le 22 mars 2014 à Sainte-Maxime.

### Formation
Pierre Amado étudie à l'Université Sorbonne Paris, en 1941 il obtient une licence de philosophie. Il commence sa carrière dans l'enseignement. Il est professeur de philosophie. En 1941, il présente un mémoire de philosophie intitulé Le problème du mal dans le livre de Job, ainsi qu'un mémoire d'histoire à la faculté des lettres d'Aix-en-Provence intitulé Essai sur l'organisation et la vie des juiveries d'Avignon et du Comtat Venaissin.

### Un indologue, spécialiste de la civilisation du Gange
En France, dans les années 1960, alors qu'un débat opposait les indianistes universitaires aux indianistes « appris » ou traditionnels, Pierre Amado a reçu une formation classique avant de s'intéresser au développement de l'Inde. À partir de 1961, le chercheur a effectué de nombreux séjours dans le pays. Il a également fait de multiples voyages d'études en Asie, s'intéressant notamment aux temples de l'Asie du Sud-Est, en Thaïlande, Birmanie, Malaisie, Cambodge, aux statuts de Bouddha au Japon. Le cœur de ses recherches a concerné l'Inde et en particulier les pèlerinages et les rituels sacrés hindous sur les bords du Gange, par exemple à Bénarès, remontant le fleuve jusqu'à sa source, à Devprayag. Il s'est également intéressé aux Fêtes de Dourga à Calcutta. Il est ainsi devenu un indologue reconnu, occupant de 1970 à 1986 la Chaire de l'Histoire de la civilisation de la Vallée du Gange à l’École des Hautes Études. Pendant cette période, il a fréquemment été envoyé en mission par le Département et il a réalisé de nombreuses communications universitaires qui ont fait connaître ses recherches :
- De 1961 à 1980, des séminaires annuels organisés par le Département à la Fondation Nationale des Sciences politiques (centre de formation des experts de la coopération technique internationale. Inde Moderne). Il s'agit d'un séminaire international de 3 semaines sur les problèmes sociaux économiques de l’Inde contemporaine ;

De 1965 à 1980, un séminaire annuel au Centre des Hautes Études sur l’Afrique et l’Asie modernes (CHEAM). Il participe au cycle de perfectionnement (3 conférences) ;
Chaque année depuis 1975, il a été invité à participer à une ou plusieurs conférences (séminaire biannuel) organisées par la School of Oriental and African Studies de Londres (prof. Ballhatchet) en Grande Bretagne ;
Il a participé à d'autres conférences occasionnelles telles que celles organisées par : London School of Economics Institut français de Londres, Maison française d’Oxford, University of Cambridge Centre of South Asian Studies, Universités de Reading, d’Edimbourg) ;
À partir de 1976 et plusieurs années de suite, il a été invité en Inde par l’Administration Staff College of India (ASCI) (École Nationale d’Administration et de Gestion) à Hyderabad, pour diriger un séminaire « influence of tradition on economic development and social change » ;
Il a également donné des conférences à l'Université de Calcutta, l'Institut national de statistique, ainsi qu'à diverses Alliances françaises indiennes, en Thaïlande à l'Asian Institute of Technology. Il a participé régulièrement à la « Conférence européenne sur l’Asie du Sud moderne ». Il a été invité à participer à des séminaires dans des universités américaines : par le Department of Sociology (Dr Wallerstein) de la State University of New York at Binghampton, par le Department of Sociology (prof. Yash Nandan) du Rider College de Lawrenceville (N-J), par le département de sociologie religieuse de l’Université Sherbrooke de Montréal (prof. F. Ouellet), par l'Université de Columbia (NY), l'Université de Harvard (Cambridge, Mass.) et Smithsonian Instit. (Washington).
En 1978, Pierre Amado est à l'origine de l'association des Applications Solaires dans les Villages de l’Inde et du Népal dont il a été le responsable jusqu'en 1988. Il s'agissait également d'un programme d'études du Cnrs, le « Programme ASVIN », pluridisciplinaire de recherche appliquée, lancé avec l'accord et l'appui financier du Département (avec le PIRDES et le LAAS de Toulouse : labo. d’automatique et d’analyse des systèmes). En 1982, P.A. a contribué à la préparation du projet d'étude de villages isolés de l’Inde et du Népal pour l’installation de pompe fonctionnant à l’énergie solaire (étude des conséquences technologiques, écologiques, économiques et sociales, études sur le terrain). Le programme est inclus depuis cette même année 1982 dans l'accord franco-indien de coopération scientifique et technique (avec le TERI : Tata Energy Research Institute de Delhi). À partir de 1984, le chercheur a dirigé « bénévolement » le programme ASVIN en Inde et au Népal avec, en particulier, la mise en place de l’accord franco-indien sur l’énergie solaire en Inde rurale.
Dans les années 1980, Pierre Amado est l'un des membres fondateurs de l'association Aide et Action, une ONG de parrainage d’enfants du tiers-monde et il est le président entre 1997 et 1999 de la délégation en Inde, puis président d'honneur.
En 1989, à la demande du Département, il a activement participé aux programmes de l’Année de la France en Inde.
2 juillet 1996 : Communication « une civilisation traditionnelle face aux exigences du développement ». Colloque organisé par la Commission des Affaires économiques du Sénat sur le « Pari Indien ».

## Hommages et distinctions
En 1978, il est nommé Membre étranger de la Commission des archives nationales de l’Inde « in recognition of his valuable contribution on History of India ». En 1984, il reçoit le prix du rayonnement français dans le tiers monde (sans avoir été candidat) par un jury composé notamment des ambassadeurs Jacqueline Baudrier et Stéphane Hessel, du prix Nobel André LwoffLwoff, de Marc Blancpain, président de l’Alliance française. En 1990 ou 1991, il reçoit le prix de la Valorisation de la recherche décerné par le CNRS.[réf. nécessaire]
Le 31 décembre 1993, Pierre Amado est nommé au grade de chevalier de l'ordre national de la Légion d'honneur au titre de « professeur d'histoire des civilisations ».

## Publications
(février 2023).

### Articles et rapports
Pierre Amado est l'auteur des publications suivantes :
- 1969 : Les réalités sociales et économiques de l’Inde- Tradition et développement (Fondation Nationale des Sciences Politiques).
- 1969 : Civilisation indienne et développement (Coopération Technique, Paris).
- 1970 : Histoire de la civilisation de la plaine du Gange. Introduction (Annuaire École des Hautes Études, Paris).
- 1971 : Ganga-Sagar. Quelques caractères géographiques, historiques et religieux (Ibid.).
- 1971 : Les civilisations traditionnelles face aux exigences du développement (Fondation Nationale des Sciences Politiques, Paris).
- 1971 : Aspects psychologiques de la lutte pour le progrès social et économique : le cas de l’Inde (Centre des Hautes Études Administratives pour l’Afrique et l’Asie, Paris).
- 1972 : L’ancienneté de Bénarès. La route du fer dans la vallée du Gange (Annuaire, École des Hautes Études, Paris).
- 1972 : Le bain dans le Gange. Sa signification. (Bulletin, École Française d’Extrême Orient, Paris, Vol. LVIII).
- 1973 : La Kumbha Mela de Prayag en 1966. Tradition et Modernité (Annuaire École des Hautes Études, Paris).
- 1974 : La prétendue « triple victoire » de Tamerlan à Hardwar en 1399 (Ibid.).
- 1974 : Tradition and Modernity in India : the example of pilgrimage to the Ganges : Kumbha Mela (5th Eropean Conference of Modern South Asian Studies, Leyden 1974)
- 1975 : La Kumbha Mela de Hardwar en 1974 : permanence et changements. (Ibid.).
- 1976 : Réalités de la Civilisation indienne (Hachette, Paris). Édition mise à jour en 1985.
- 1976 : Tradition and Modernity in India. An example : Kumbha Mela (Leiden, Holland).
- 1976 : Guide Bleu Hachette : introduction
- 1977 : Problèmes démographiques des pays du Tiers-Monde (rapport d’activité du C.N.R.S)
- 1977 : La date de la Kumbha Mela en 1977 (communication à la Société Asiatique)
- 1977 : A propos de la Kumbha Mela de 1977- Tradition et Information (Annuaire de l’E.P.H.E., IVe, 1976-1977)
- 1977 : Les prêtres de pèlerinage à Hardwar (Annuaire École des Hautes Études, Paris 1975-1976).
- 1977 : Malgré la « révolution verte » la famine menace-t-elle de nouveau l’Asie ? (F.N.S. Po)
- 1977 : How green is the green « revolution » in India (London School of Economics)
- 1977 : Tirthas, Pandas and Jajmans (London School of Oriental and African Studies)
- 1978 : The sociologist and the social reality (Fondation Day Lecture, Administrative Staff College of India)
- 1978 : Sociologists and social change in India today (Indian Statist. Institute, Sociological Unit)
- 1978 : Nourrir 630 Millions d’hommes (Revue Tiers-Monde)
- 1978 : Tradition and « mass media ». the example of the Ganges pilgrimage (Xth International Congress of Anthropol. and Ethnological Sciences, New-Delhi).
- 1978 : Les sources sacrées du Gange (l’Histoire, Paris).
- 1978 : Les sources mythiques du Gange (Ann. EPHE, IVè sect. Paris)
- 1979 : Tradition and « mass media. Some remarks about the Kumbha Mela at Prayag in 1977 » London S.O.A.S.
- 1979 : Tradition et information (Ann.E.P.H.E. IV°).
- 1979 : Les sources mythiques du Gange (Ibid.).
- 1979 : Energy alternatives for irrigation in semi-arid rural India. (International seminar on Energy, Hyderabad).
- 1981 : Femmes du Rajasthan. Ed. du Chêne, Paris.
- 1982 : La vie merveilleuse de Bouddha. Collection Clefs. Service de la muséologie et de l’action culturelle
- 1985 (mai) : 4 bébés toutes les 5 secondes. L’Inde, séduction et tumulte. Coll. Autrement 15/20
- 1993 : La Loi du Bon Ordre de l’Univers, maxime de la civilisation indienne. Revue des Sciences Morales et Politiques
- 1995 ou 1998 : Guide Bleu Hachette : En Inde du nord « comprendre ».
- 1996 : En Inde du nord. Guide Visa
- 1998 : Guides Bleus Hachette :Rajasthan et Gujarat. L’Inde des caravanes « comprendre »

### Filmographie
(juin 2021).
- Les 3 jours de Durga au Bengale
- Notre riz quotidien
- Fêtes au Bengale
- Les travaux et les jours
- Le Gange de l’Océan aux glaciers himalayens
- 1978 : Kumbha Mela, pèlerinages au Gange, 1962-1966-1974-1977[10]
- Entre 1979 et 1981 : Les fêtes de Durga à Calcutta »[11]
- 1978 : Le Ciel sur la Terre. Pèlerinages au Gange, 1957-1977[12]
- 1983 : Les Moissons du Soleil[13].

### Archives
La bibliothèque universitaire Lettres Arts Sciences Humaines - Henri Bosco d'Université Côte d'Azur conserve depuis 2015 un fonds important, qui fait partie de la collection remarquable Asie du Sud-Est et du Monde Insulindien (ASEMI) avec notamment les archives scientifiques et la bibliothèque personnelle de Pierre Amado,.
La médiathèque du musée du Quai Branly conserve un fonds d'archives sonores, 172 bandes magnétiques 1/4 de pouce enregistrées par Pierre Amado.
Le CNRS IMAGES conservent des films ainsi que des photographies :
- Pierre Rivas, Lisbonne. Atelier du lusitanisme français, 2005, p. 33-42
- Pierre Amado, Léon-Louis Grateloup, Fernand Marzelle, Paris, Hachette, Collection : Encyclopédie des langues et des civilisations contemporaines, 1964, 164 p.